# Palliser-Expedition

Ein Ausschnitt aus einer Übersichtskarte der von der Expedition unter Kapitän Palliser erforschten Routen in Britisch-Nordamerika (1865)

Die Palliser-Expedition, offiziell British North American Exploring Expedition (Britische nordamerikanische Erkundungsexpedition), erforschte und vermaß von 1857 bis 1860 die offenen Prärien und die raue Wildnis Westkanadas. Die Expedition wurde von dem in Irland geborenen Entdecker John Palliser geleitet und von vier weiteren Männern begleitet: James Hector, Eugène Bourgeau, Thomas Blakiston und John W. Sullivan. Mit Unterstützung der britischen Regierung und der Royal Geographical Society wurde sie zu einer offiziellen Expedition mit dem erklärten Ziel, wissenschaftliche Informationen über die Landschaften des von Großbritannien beanspruchten nordwestlichen Nordamerikas (das heutige Westkanada), insbesondere über das Gebiet von Ruperts Land, zu sammeln, einschließlich Informationen über die Geographie, das Klima, den Boden, die Flora und die Fauna, um die Möglichkeiten der Besiedlung und des Transports zu ermitteln.
Die Expedition war die erste detaillierte und wissenschaftliche Erkundung der Region zwischen dem Lake Superior und den südlichen Pässen der Rocky Mountains in Britisch-Nordamerika.  Die Expedition ermöglichte ein besseres Verständnis der abgelegenen westlichen Grenzregion, und die neuen Beobachtungen und Erkenntnisse waren für die Expansion und Erschließung der westlichen Prärien durch europäische Siedler von großer Bedeutung. Die Berichte der Expedition hatten Auswirkungen auf die Wirtschaft, die Besiedlung, das Transportwesen, die indigenen Gemeinschaften und die Expansionsbestrebungen in Kanada.

## Teilnehmer
Die Gruppe bestand aus:
- John Palliser, Geograph
- James Hector, Geologe, Naturgeschichtler und Chirurg
- Eugène Bourgeau, Botaniker
- Thomas Blakiston, Kompass-Beobachter
- John W. Sullivan, Mathematiker und Sextant-Beobachter

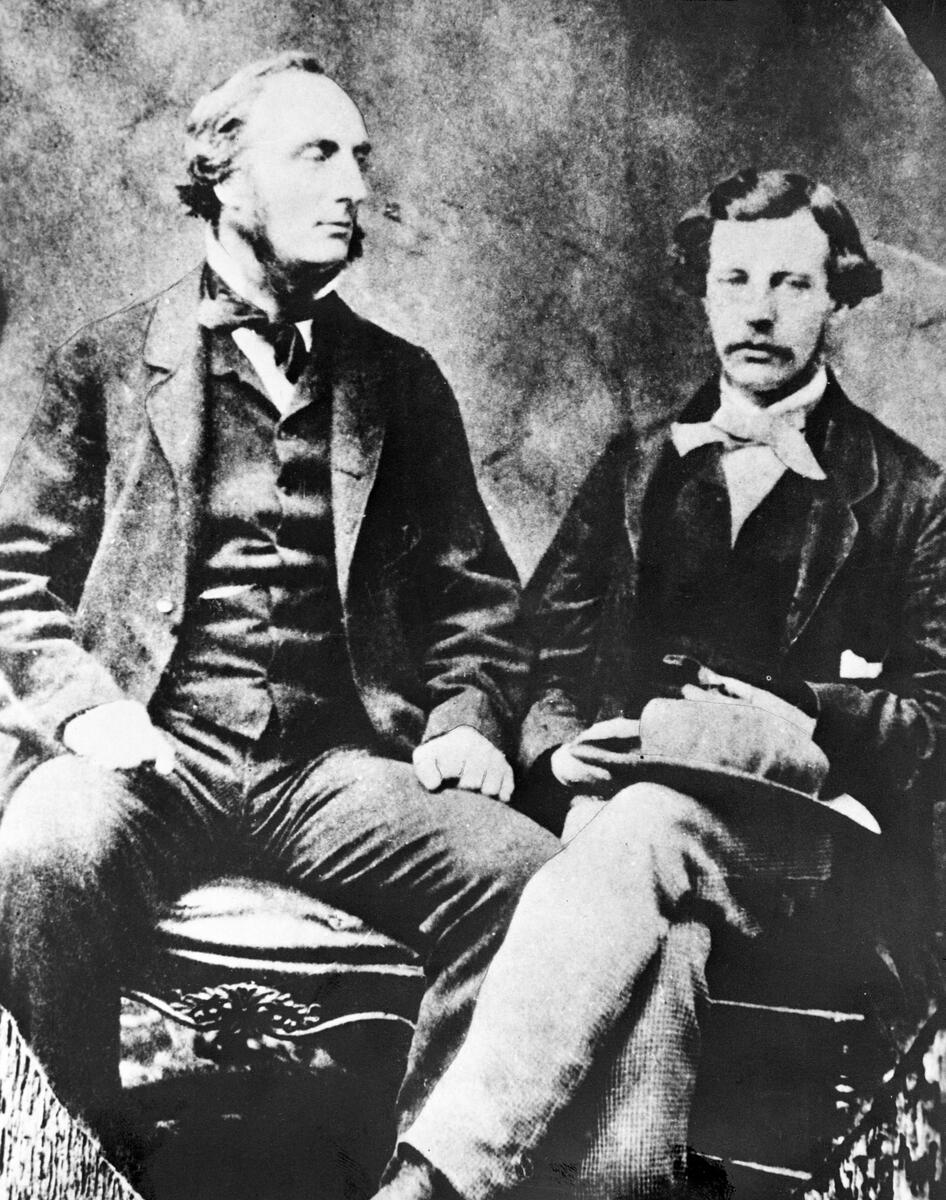
Captain John Palliser und James Hector
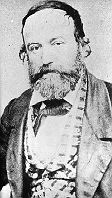
Eugène Bourgeau
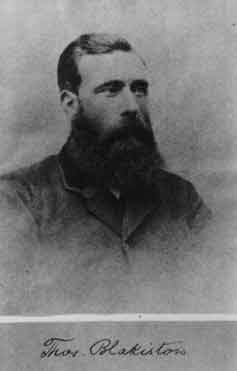
Thomas Wright Blakiston

Außerdem reisten einheimische Führer und Dolmetscher mit und unterstützten die Gruppe bei ihrer Arbeit.
Ein solcher war Maskepetoon, später Häuptling einer kleinen Cree-Gruppe. "1857 wurde er von John Pallisers Expedition als Führer von den Qu'Appelle-Seen (in der Nähe von Fort Qu'Appelle) bis zum Ellbogen des South Saskatchewan River (in der Nähe von Elbow) engagiert; von den Mitgliedern der Expedition erhielt er den Namen Nichiwa, den Cree-Begriff für 'Freund'."

## Hintergrund

### Blicke in den Westen
Da es kaum Informationen über die westlichen Prärien und die Grenzen der europäischen Besiedlung in Britisch-Nordamerika gab, beruhte das öffentliche Wissen vor der Expedition weitgehend auf Spekulationen. Zu dieser Zeit gab es zwei Hauptansichten des Westens; die eine Ansicht, die bis 1856 vorherrschend war, stellte die Region als abgelegenes und unfruchtbares Ödland dar, eine übermäßig zerklüftete Wildnis, die kaum Aussicht auf wirtschaftlich nutzbare Ressourcen oder eine Besiedlung bot. Mit den zunehmenden wirtschaftlichen Veränderungen in der Mitte des 19. Jahrhunderts begann man, die Region anders zu sehen, weg von den dominierenden Landschaften und hin zu den wachsenden Möglichkeiten für wirtschaftliche Aktivitäten. Diese andere Sichtweise war die expansionistische Sichtweise, die in den Jahren 1856 und 1857 populär wurde und das unerforschte Gebiet im Westen als "gelobtes Land" mit vielen Möglichkeiten für landwirtschaftlichen Wohlstand betrachtete. Die expansionistische Sichtweise und das Potenzial des Landes führten dazu, dass die westlichen Prärien auch als Siedlungs- und Lebensraum angesehen wurden, da die karge und raue Wildnis als eine visionäre Landschaft dargestellt wurde.
Einer der ersten Visionäre des westlichen Kanadas war Arthur Dobbs, der Mitte des 18. Jahrhunderts das landwirtschaftliche Potenzial und die fruchtbaren Böden erkannte. Auch wenn es kaum Informationen oder Belege für das Potenzial des Landes gab, waren die Visionen des Westens einflussreich für die Darstellung des britischen Nordamerikas als unberührte und unbesiedelte Wildnis voller Möglichkeiten. In den 1850er Jahren wurde das Bild des Westens weitgehend von der britischen Regierung geprägt.
Thomas Devine erstellte 1857 die erste Karte des Westens von Britisch-Nordamerika, auf der die Gebiete der Hudson’s Bay Company verzeichnet waren. Die Karte beschrieb das Land und sein Potenzial, anstatt sich auf die physischen Merkmale der Landschaft zu konzentrieren, und spiegelte die expansionistischen Ansichten über den Westen zu dieser Zeit wider. Expeditionen wie die von Palliser und Henry Youle Hind waren direkte Ergebnisse der Expansionskampagne. Mit der zunehmenden Häufigkeit von Expeditionen in den Westen wurde die Erkundung des Nordwestens immer beliebter, insbesondere bei jungen britischen Männern, die die Wildnis erleben wollten, bevor sie von Siedlern übernommen wurde.

## Zweck
Die westlichen Prärien waren nur den wenigen kleinen indigenen Gemeinschaften, die dort lebten, und den wenigen britischen Pelzhändlern und Missionaren bekannt, die selbst nicht viel über das Land wussten. Einige der Pelzhändler und Entdecker, die das Gebiet bereist hatten, hatten Informationen und Karten gesammelt und aufgezeichnet; diese Informationen waren jedoch oft privat und für die Allgemeinheit nicht leicht zugänglich. Um die Expansionsbestrebungen zu untermauern, musste vielversprechendes Land gefunden und öffentlich dokumentiert werden. Die Expeditionen von Palliser und Hind waren das Ergebnis des zunehmenden Drucks der britischen Regierung, mehr über den Westen zu erfahren. Sowohl die kanadische als auch die britische Regierung interessierten sich für die Region und einige der möglichen Chancen, die das Land bot, und investierten daher in weitere Forschungen und Expeditionen.
Das Ziel der Palliser-Expedition war die Erkundung von drei Hauptgebieten: das Land zwischen dem Lake Superior und der Red-River-Kolonie, das Land zwischen der Red-River-Kolonie und den Rocky Mountains und das Land jenseits der Rocky Mountains in Richtung Pazifik entlang der Westküste des Kontinents. Die Route zwischen Lake Superior und Red River verband Handelsposten und wurde von der Hudson’s Bay Company für einige Reisen genutzt. Die Route wurde von der HBC bereits vor 1821 häufig für den Pelzhandel per Kanu genutzt. Obwohl der Pass ursprünglich nicht Teil der Expedition gewesen war, wollte John Ball die Route der Gesellschaft aus einer neutralen Perspektive betrachten, um festzustellen, ob sie von Reisenden und für den Warentransport als Verbindungsroute nach Kanada zuverlässig genutzt werden konnte. Palliser und seine Gruppe untersuchten auch eine Route namens White Fish River, um herauszufinden, wo der Kaministikwia River mit dem Hauptfluss verbunden war und ob er für Transportzwecke oder als weiterer möglicher Übergang von Kanada in die Prärie genutzt werden konnte. Palliser hatte in Mississippi und Missouri große Wasserstraßen gesehen, die den Transport erleichterten, und sah das Potenzial, die Red River Colony mit Kanada zu verbinden.
Indem sie genaue und detaillierte Informationen über das Land sammelten, durch das die Gruppe reiste, zeichneten sie die verschiedenen Landschaften und Geländeformen auf, von Gewässern bis zu Wäldern und Bergen.

## Gründung der Expedition
Während einige Entdecker vom Red River aus nach Westen reisten, folgten viele den Routen entlang des Saskatchewan Rivers, die schon lange von Pelzhändlern benutzt worden waren. Palliser wurde auf die Existenz anderer Routen aufmerksam, die hauptsächlich von der indigenen Bevölkerung genutzt wurden. 1848 traf Palliser James Sinclair, einen Métis-Forscher der HBC, der Palliser von einem weiteren Pass abseits der Route von der Red River Colony zu den Rocky Mountains und entlang der Grenze zu den Vereinigten Staaten berichtete. Pallisers Interesse an den westlichen Prärien veranlasste ihn 1856 zu dem Plan, den Westen Kanadas entlang der amerikanischen Grenze auf einer offiziellen Expedition zu erkunden. Sein Interesse an einigen dieser alternativen Routen wurde zu einer Idee für ein Projekt, mit dem das Land vermessen und Informationen über die unerforschte Region gewonnen werden konnten. Nachdem er am 24. November 1856 zum Mitglied der Royal Geographical Society gewählt worden war, schlug er sein Projekt der Royal Geographical Society vor, die sich mit der Koordinierung von Forschungsexpeditionen befasste und mit der Regierung zusammenarbeitete, um einige von ihnen zu finanzieren. Über die Gesellschaft genehmigte das Expeditionskomitee Pallisers Vorschlag, empfahl aber, dass die Expedition die Hilfe von professionellen Wissenschaftlern in Anspruch nehmen sollte, die in der Lage waren, wissenschaftliche Untersuchungen durchzuführen, die zum besseren Verständnis des Landes beitragen konnten, da Palliser selbst keine entsprechende formale Ausbildung hatte. Auf Empfehlung von John Ball, der 1856 parlamentarischer Staatssekretär für die Kolonien war, stellte die britische Regierung einen Zuschuss von 5.000 Pfund für die Expedition zur Verfügung. In Anbetracht des Interesses der Regierung an dieser Region nahm sie den Vorschlag an und stellte Mittel und Unterstützung für die Expedition zur Verfügung. Die Beteiligung der Regierung war eine Anerkennung des Wunsches und der Notwendigkeit einer Entwicklung und Expansion im Westen. Während die Expedition in Pallisers Vorstellung als Ein-Mann-Expedition zur Erkundung des Westens begann, wurde sie durch ihre Verbindungen zu einflussreichen und maßgeblichen Personen und Organisationen schnell zu einer legitimen, sorgfältig organisierten und gut finanzierten Expedition.
John Ball half bei der Organisation der Gruppe von Männern, die Palliser auf der Expedition begleiten sollten. Die Männer, die die Expedition begleiteten, waren ausgebildete Wissenschaftler aus verschiedenen Bereichen. James Hector war Geologe, Naturforscher und Arzt. Weitere Mitglieder der britischen Gruppe waren Eugène Bourgeau, der zahlreiche Beiträge zur Botanik geleistet hatte, Thomas Wright Blakiston, ein Geograph und Magnetfeldbeobachter, und John W. Sullivan, ein Mathematiker und Sextant-Beobachter, der auch als Sekretär der Expedition fungierte und für astronomische Beobachtungen zuständig war.

## Expeditionswege

### Zeitleiste
Palliser, Hector, Bourgeau und Sullivan segelten am 16. Mai 1857 nach New York.

#### 1857

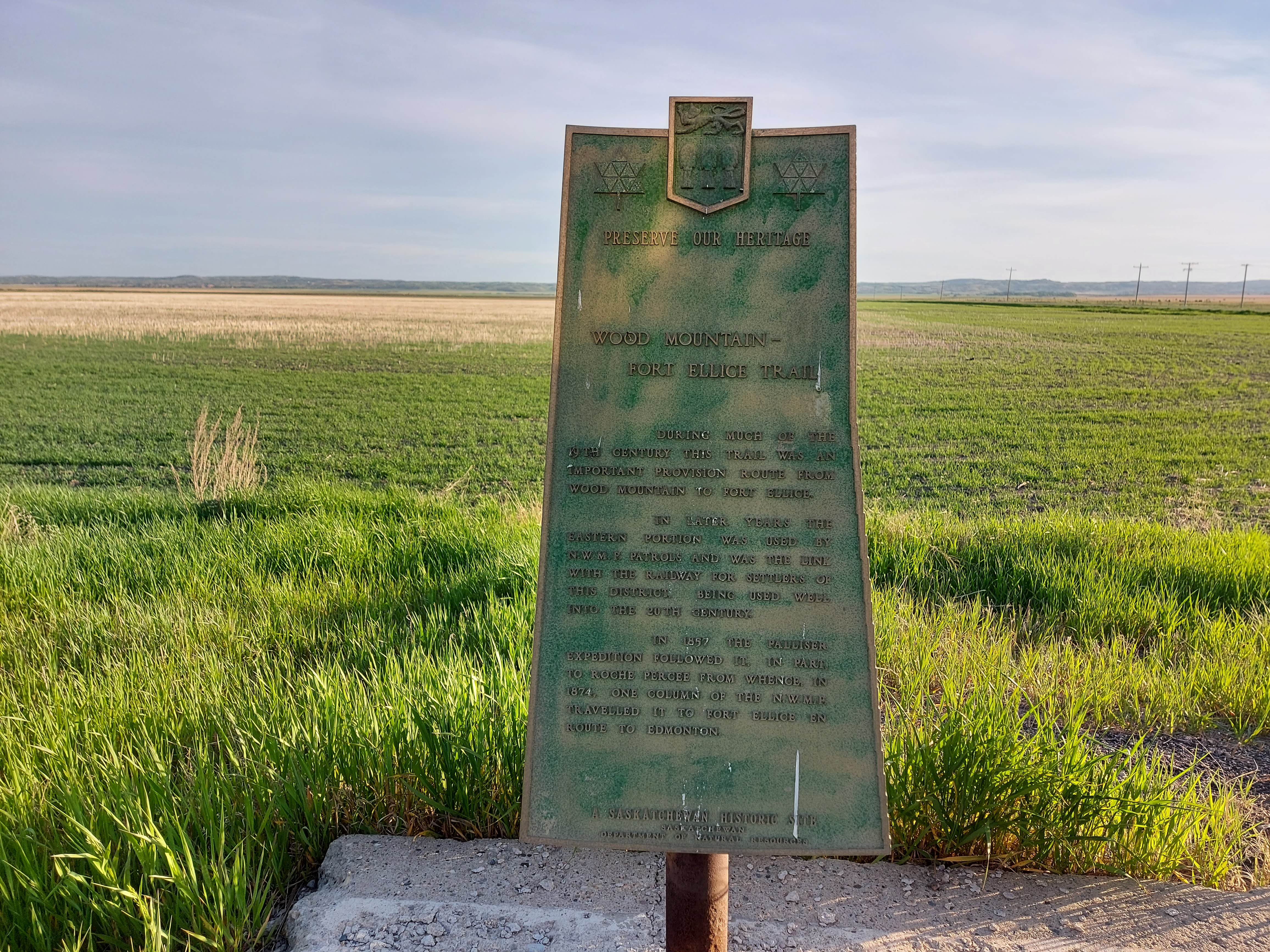
Gedenktafel in Arcola, Saskatchewan, die an die Palliser-Expedition sowie an den March West und den Fort Ellice-Wood Mountain Trail erinnert

Im Mai 1857 begannen Palliser und die Gruppe von Männern die Expedition. Sie segelten von Sault Ste. Marie mit einem Dampfschiff über den Lake Superior und den Huronsee. Sie setzten ihre Reise mit Kanus fort und erreichten am 12. Juni fast die Isle Royale und fuhren weiter durch den Thunder Bay, über den Kaministikwia River und nach Fort William, dem Ausgangspunkt der Routen, die sie erkunden wollten; das erste Stück Land lag zwischen dem Lake Superior und dem Red River. Die Expedition wurde mit Pferden und Karren fortgesetzt, die von der HBC mit Proviant versorgt wurden. In Red River stellte Palliser eine Reihe von Métis-Führern ein, die ihm auf der Reise nach Westen halfen. Diese Führer fungierten auch als Dolmetscher, Späher und bewaffnete Eskorten.
Im Juni 1857 erkundete die Gruppe mit Hilfe von drei einheimischen Anishinaben den White Fish River, um die Flussverbindungen und die mögliche Nutzung der Wasserwege zu ermitteln. Sie reisten von Thunder Bay den Kaministiquia River hinauf, erklommen den Mountain Portage, hielten an der Priest's Portage an und überquerten neun weitere Stellen.
Sie setzten ihre Reise über den Red River und durch die Prärien fort. An der Grenze zu den Vereinigten Staaten trafen sie Charles W. Iddings, einen amerikanischen Landvermesser. Die Expedition führte weiter über Turtle Mountain, Fort Ellice, Roche Percée, entlang dem South Saskatchewan River nach Fort Carlton und dann entlang dem North Saskatchewan River, wo sie den Winter 1857/1858 verbrachten.

#### 1858
Im Frühjahr marschierten sie nach Westen und suchten nach Bergübergängen westlich des heutigen Irricana. Palliser und Sullivan kartierten den North Kananaskis Pass und den North Kootenay Pass, bevor sie für den Winter nach Fort Edmonton zurückkehrten. Hector überquerte den Vermilion Pass und entdeckte den Kicking Horse Pass. Während des Winters zogen Palliser, Captain Arthur Brisco und William Roland Mitchell nach Süden zum Rocky Mountain House, um die Blackfoot und Northern Peigan First Nations zu treffen.

#### 1859
Im Jahr 1859 kartierte die Expedition den Zusammenfluss des Red Deer Rivers und des South Saskatchewan Rivers sowie die Cypress Hills, bevor sie sich wieder nach Westen wandte. Hector überquerte die Rocky Mountains über den Howse Pass und versuchte erfolglos, bis zur Pazifikküste vorzudringen. Palliser und Sullivan überquerten die Berge über den North Kootenay Pass und setzten ihre Reise über den Kootenay River hinunter nach Fort Colville fort, das zu diesem Zeitpunkt aufgrund des Oregon-Kompromisses von 1846 und der Festlegung der Grenze am 49. Breitengrad bereits auf amerikanischem Boden lag.
Sullivan erkundete den Columbia River und seine Nebenflüsse bis zum Okanagan Valley, während Palliser den Landweg nach Midway, British Columbia, überquerte. Da sie keine Pässe zum Pazifik nördlich des 49. Breitengrades finden konnten, trafen sie in Fort Colvile wieder mit Hector zusammen. Von dort aus reisten sie 962 Kilometer flussabwärts auf dem Columbia River bis Fort Vancouver und zur Pazifikküste, dann weiter nach Norden bis Fort Victoria. Die Expedition kehrte mit dem Schiff über San Francisco und Panama (wo sie auf dem Landweg ein Schiff für die Atlantiküberquerung erreichen mussten) an die Ostküste zurück und fuhr dann nach Montreal. Von dort segelten sie schließlich zurück nach Liverpool.

## Die Rolle der Wissenschaft bei der Expansion
Die Wissenschaft, die auf dieser Expedition bei der Vermessung des Landes zum Einsatz kam, und die gesammelten Informationen waren von großer Bedeutung für die Art der Landwirtschaft, die angebaut werden konnte, sowie für die Möglichkeiten der Besiedlung und des Transports. Die Expedition sammelte und archivierte astronomische, meteorologische, geologische und magnetische Daten, beschrieb die Fauna und Flora der durchquerten Gebiete und stellte Überlegungen zu Siedlungs- und Transportmöglichkeiten an. Die auf den Expeditionen von Hind und Palliser durchgeführten Forschungen begannen, die Landschaft des westlichen Britisch-Nordamerikas in Bezug auf ihre Topografie und die Unterschiede in der Atmosphäre neu zu definieren. Die Expeditionsteilnehmer zeichneten Längen- und Breitengrade, Höhen, Chronometersätze und Kompassabweichungen auf, sammelten verschiedene Pflanzenarten, erfassten die Maße der Flüsse und beobachteten die verschiedenen geografischen Gegebenheiten und Merkmale der Landschaften. Die Messungen wurden mit früheren Informationen und Aufzeichnungen über das Land durch andere Forscher und Wissenschaftler in den letzten Jahren verglichen. Sie untersuchten die landwirtschaftliche Entwicklung des Bodens und die Art der Vegetation, die in einigen Regionen angebaut wird.

## Auswirkungen

### Expansionspolitik und Wirtschaft
Zwei der wichtigsten Gebiete, die auf der Expedition entdeckt wurden, waren der Landstrich, der heute als fruchtbarer Gürtel für den prosperierenden Boden zwischen dem Red River und dem Saskatchewan River Valley und den Rockies bekannt ist. Der zweite Landstrich, der sich durch die Prärien und über die amerikanische Grenze erstreckt, wurde als Palliser-Dreieck bekannt. Sie meldeten der Regierung, dass diese Region für die Subsistenzlandwirtschaft zu trocken sei, eine Feststellung, die von späteren Beamten verworfen wurde. Dies war sehr zum Nachteil derjenigen, die versuchten, dort Landwirtschaft zu betreiben, insbesondere als die Ansiedlung von Siedlern durch staatliche Landzuweisungen gefördert wurde. Bei der Vermessung des Landes wurden große Mengen an fruchtbarem Land gefunden, was dazu beitrug, dass sich die auf dem Pelzhandel basierende Wirtschaft auf die Landwirtschaft verlagerte. Das Wissen und die Pläne für das westliche Britisch-Nordamerika wurden nach den Expeditionen von Palliser und Hind klarer, und mit den detaillierten Aufzeichnungen und Beobachtungen konnten sie eine genauere Darstellung und ein besseres Verständnis des Westens schaffen. Nach drei Jahren der Veröffentlichung von Einzelheiten der Expedition legte Palliser 1863 dem britischen Parlament seinen Bericht vor. Eine umfassende Karte der untersuchten Gebiete wurde 1865 veröffentlicht. Sie kamen zu dem Schluss, dass ein Transport durch amerikanisches Territorium besser möglich war. Zwar fanden sie mehrere Pässe, die sich für die Überquerung der Rocky Mountains eigneten, doch wurden sie durch weiter westlich gelegene Berge an der Weiterfahrt zum Pazifik gehindert. Auf der Grundlage dieses besseren Verständnisses und der Beweise für vielversprechendes Land und Möglichkeiten wurde an der Erweiterung des Westens, der Besiedlung und der Anbindung Kanadas an den Westen durch zusätzliche Transportmöglichkeiten gearbeitet. Einer der Pässe, die diese Gruppe auf ihrer Expedition erkundete, wurde später für Transportzwecke genutzt, da die Canadian Pacific Railway einen Teil davon durchquerte. Die Möglichkeiten, die das Land bot, wurden zu einer Hauptaufgabe. Durch die Verbindung des Westens mit Kanada wurde um 1870 die Landwirtschaft zum Hauptschwerpunkt und zur wichtigsten Ressource in den westlichen Prärien, auch wenn der Pelzhandel weiterhin einen Teil der Wirtschaft ausmachte. Die Expeditionen von Palliser und Hind und die von ihnen durchgeführten Forschungen sowie die von ihnen gelieferten Informationen führten dazu, dass die westlichen Prärien auf der Grundlage von Geographie, Klima, Boden und landwirtschaftlichem Potenzial in Regionen unterteilt wurden.

### Siedlungen und indigene Gemeinschaften
Der Übergang der Ökonomie vom Pelzhandel zur Landwirtschaft führte zu einer verstärkten Entwicklung in Westkanada und zu einer wachsenden Zahl europäischer Siedler. Die große Präsenz der europäischen Siedler im Westen machte sie zu einer großen Wirtschaftsmacht und führte zu Konflikten mit den indigenen Gemeinschaften in der Region. Die wirtschaftlichen Veränderungen, die diese Expansion mit sich brachte, vollzogen sich sehr schnell und wirkten sich auf die Métis und die indigene Bevölkerung aus, da sich die wirtschaftliche, politische und kulturelle Kontrolle über ihre Gemeinschaften verschob. In den 1870er Jahren wurde die Grundlage der Wirtschaft im Westen Kanadas durch die Isolierung und Trennung vom übrigen Kanada und die Machtverhältnisse zwischen den indigenen Gemeinschaften zerstört. Das Verschwinden der Büffel führte dazu, dass die indigenen Gemeinschaften immer abhängiger von den europäischen Siedlern und der Regierung wurden, da sie ihre wichtigste wirtschaftliche Ressource verloren, und begannen, ihr Land zu verkaufen und in Reservate umzuziehen.

## Nationale Würdigung
In Kanada wird die Expedition bis heute dadurch gewürdigt, dass sie von der kanadischen Bundesregierung am 3. Juni 1957 zu einem „nationalen historischen Ereignis“ erklärt wurde.

## Weitere Literatur
- Palliser, John (1863). Exploration - British North America: The journals, detailed reports, and observations relative to the exploration, by Captain Palliser, of that portion of British North America, which, in latitude, lies between the British boundary line and the height of land or watershed of the northern or frozen ocean respectively, and in longitude, between the western shore of Lake Superior and the Pacific Ocean during the years 1857, 1858, 1859, and 1860. London: G.E. Eyre and W. Spottiswoode.
- Palliser, John (1860). Further papers relative to the exploration by the expedition under Captain Palliser of that portion of British North America which lies between the northern branch of the River Saskatchewan and the frontier of the United States; and between the Red River and the Rocky Mountains, and thence to the Pacific Ocean. London: G.E. Eyre and W. Spottiswoode.
- Palliser, John (1859). Papers relative to the exploration by Captain Palliser of that portion of British North America which lies between the northern branch of the River Saskatchewan and the frontier of the United States; and between the Red River and Rocky Mountains. London: G.E. Eyre and W. Spottiswoode.
- Palliser, John (1859). Progress of the British North American exploring expedition under the command of Capt. John Palliser, F.R.G.S. London.